# Kleiner Uferläufer
Der Kleine Uferläufer (Elaphrus riparius) ist ein Käfer aus der Familie der Laufkäfer (Carabidae).

## Merkmale
Die Käfer werden 5,5 bis 7 Millimeter lang. Ihr Körper hat eine bronzegrüne Grundfarbe, die Tarsen sind metallisch hellgrün gefärbt. Die Deckflügel tragen vier Reihen von violett gefärbten Gruben. Zwischen erstem und zweitem Drittel der Deckflügel befindet sich an der Flügeldeckennaht jeweils ein Spiegelfeld. Von unten gesehen ist der Prothorax weiß behaart.

## Vorkommen
Die Tiere kommen in Europa vom Norden Spaniens bis nach Skandinavien vor. Sie fehlen im äußersten Süden. Östlich erstreckt sich ihr Verbreitungsgebiet über Kleinasien, den Kaukasus und Zentralasien nach Kamtschatka. Sie leben in feuchten Gebieten, vor allem am Rand von schlammigen Gewässern auf vegetationsarmen Bereichen, aber auch auf Wiesen und in Auwäldern, vom Flachland bis in etwa 1.000 Meter Seehöhe. Sie sind in Mitteleuropa die häufigste Art ihrer Gattung.

## Lebensweise
Die Imagines ernähren sich von kleinen Insekten und deren Larven. Bei Gefahr stridulieren sie mit den Deckflügeln. Die frisch geschlüpften Käfer überwintern wie bei den meisten Laufkäfern im Boden eingegraben.